# María Luisa Chiappe
María Luisa Chiappe Pulido es una economista, política y diplomática colombiana.

## Trayectoria profesional
El 21 de enero de 2009 fue nombrada como embajadora de Colombia en Caracas, Venezuela, durante el gobierno de Álvaro Uribe, reemplazando a Fernando Marín Valencia. Previamente Chiappe fue directora de la Cámara de Comercio Colombo-Venezolana (febrero de 2003 a marzo de 2009), de la Superintendencia Bancaria (25 de enero de 1996-13 de agosto de 1998) y del Departamento Administrativo Nacional de Estadística (septiembre de 1994 a enero de 1996). También fue directora general de Industria del Ministerio de Desarrollo.

## Crisis diplomática de 2010
En 2010 el gobierno colombiano acusó al gobierno Venezolano de permitir la presencia de los grupos guerrilleros FARC y ELN en su territorio y guerrillas. Chiappe fue llamada a Bogotá por el gobierno antes de presentar una acusación formal ante la OEA.